# MC Wspyszkin
MC Vspishkin (właśc. Władimir Aleksandrowicz Turkow, Владимир Александрович Турков) (ur. 31 października 1936 w Moskwie, zm. 14 listopada 2011 w Sankt Petersburgu) – rosyjski wykonawca muzyki dance DJ i showman, jeden z najstarszych DJ świata. Sławę zdobył współpracą z DJ Aligator przy singlu „Davaj Davaj”. Jesienią 2006 roku wydał swoją debiutancką płytę „I’m a Superman”. Jej sukces zachęcił rosyjskiego muzyka do nagrania drugiej płyty, która ukazała się 27 maja 2007 roku. Nosi ona tytuł „I’m back”.

## Dyskografia
- I’m a Superman (2006)
  - „Blow my whistle (DJ Aligator RMX)”
  - „Dieszcz nie pada”
  - „Davai, davai” (feat. DJ Aligator)
  - „Diskoteka”
- I’m back (2007)
  - „Sex”
  - „I’m back”
  - „Zazhigaj” (feat. Slim Line)